# Taça Nacional de Futsal Feminino
A Taça Nacional de Futsal Feminino é um campeonato de futsal feminino disputado em Portugal desde 1996 pelos vencedores dos campeonatos distritais e os vice-campeões das associações de futebol melhor colocadas e organizado pela Federação Portuguesa de Futebol. É o terceiro escalão do futsal feminino em Portugal.
Até 2013, o vencedor da Taça Nacional Feminina era considerado o Campeão Nacional. Após a época 2013-14, passou a apurar os 4 clubes a serem promovidos ao Campeonato Nacional Futsal Feminino da época seguinte, e a partir da época 2020/21 passou a apurar as equipas para o Campeonato da II.ª Divisão Nacional Feminina de Futsal.

## Sistema
A Taça Nacional é constituída por três fases:
- A Primeira Fase é composta 8 grupos de 3 clubes, sendo apurado os 2 clubes mais bem classificados por grupos.
- Na Segunda Fase, os 16 clubes são reagrupados em 4 grupos geográficos (2 Norte e 2 Sul).
- A Fase de apuramento de campeão é disputado pelos vencedores de cada grupo da segunda fase. Estes clubes asseguram a subida ao Campeonato da II.ª Divisão Nacional.

Em cada fase, todos os clubes jogam duas vezes entre si, uma na qualidade de visitante e outra na qualidade de visitado.

## Campeões
| Época   | 1º lugar                   | 2º lugar                | 3º lugar                                    | 4º lugar             |
| ------- | -------------------------- | ----------------------- | ------------------------------------------- | -------------------- |
| 2023–24 | Sp. Braga                  | Torreense               | Sporting B                                  | AD Jorge Antunes     |
| 2022–23 | Belenenses                 | Futsal Campo            | Santo Estêvão                               | Machados             |
| 2021–22 | Atlético Clube de Portugal | GD Árvore               | Parchalense                                 | Freixo               |
| 2020–21 | Sem campeão                | -                       | -                                           | -                    |
| 2019–20 | Sem campeão                | -                       | -                                           | -                    |
| 2018–19 | Arneiros                   | Leões Porto Salvo       | Póvoa Futsal                                | Lusitânia Lourosa    |
| 2017–18 | Belenenses                 | CD Ourentã              | Águias Santa Marta                          | Valverde             |
| 2016–17 | Póvoa Futsal               | Arneiros                | AA Universidade de Évora                    | RC Penaguião         |
| 2015–16 | GCD Del Negro              | ED Cult. Gondomar       | Lusitânia Lourosa                           | Posto Santo          |
| 2014–15 | Sporting CP                | At. Povoense            | Águias Santa Marta                          | GCR Nun'alvares      |
| 2013–14 | Leões Porto Salvo          | ND Amigos Vidais Futsal | Grupo C. R. Ossela                          | S. Salvador do Campo |
| 2012–13 | CRC Quinta Lombos          | FC Vermoim              | Ass.R.R.Avintenses                          | SL Benfica           |
| 2011–12 | FC Vermoim                 | CRC Quinta Lombos       | CR Golpilheira                              | Posto Santo          |
| 2010–11 | FC Vermoim                 | CRC Quinta Lombos       | Academia Caranguejeira & Ass.R.R.Avintenses |                      |
| 2009–10 | SL Benfica                 | FC Vermoim              | CR Golpilheira & GR Vilaverdense            |                      |
| 2008–09 | Ass.R.R.Avintenses         | FC Vermoim              | CRC Quinta Lombos & AD Fundão               |                      |
| 2007–08 | SL Benfica                 |                         |                                             |                      |
| 2006–07 | SL Benfica                 |                         |                                             |                      |
| 2005–06 | SL Benfica                 |                         |                                             |                      |
| 2004–05 | SL Benfica                 |                         |                                             |                      |
| 2003–04 | GCD Del Negro              |                         |                                             |                      |
| 2002–03 | Alto Avilhó                |                         |                                             |                      |
| 2001–02 | Novos Talentos             |                         |                                             |                      |
| 2000–01 | GCD Del Negro              |                         |                                             |                      |
| 1999–00 | GCD Del Negro              |                         |                                             |                      |
| 1998–99 | GCD Del Negro              |                         |                                             |                      |
| 1997–98 | Os Lobinhos                |                         |                                             |                      |
| 1996–97 | GCD Del Negro              |                         |                                             |                      |

### Performance por clube
| Clube                       | Títulos | Épocas                                               |
| --------------------------- | ------- | ---------------------------------------------------- |
| GCD Del Negro               | 6       | 1996-97, 1998-99, 1999-00, 2000-01, 2003-04, 2015-16 |
| SL Benfica                  | 5       | 2004-05, 2005-06, 2006-07, 2007-08, 2009-10          |
| Belenenses                  | 2       | 2017-18, 2022-23                                     |
| FC Vermoim                  | 2       | 2010-11, 2011-12                                     |
| Sp. Braga                   | 1       | 2023-24                                              |
| Atlético CP                 | 1       | 2021-22                                              |
| Arneiros                    | 1       | 2018-19                                              |
| Póvoa Futsal                | 1       | 2016-17                                              |
| Sporting CP                 | 1       | 2014-15                                              |
| Leões Porto Salvo           | 1       | 2013-14                                              |
| CRC Quinta dos Lombos       | 1       | 2012-13                                              |
| AR Restauradores Avintenses | 1       | 2008-09                                              |
| GDC Alto Avilhó             | 1       | 2002-03                                              |
| GSC Novos Talentos          | 1       | 2001-02                                              |
| GDR Os Lobinhos             | 1       | 1997-98                                              |